# 奇想 (尚恩·曼德斯專輯)
《奇想》是加拿大創作歌手尚恩·曼德斯推出的第四張錄音室專輯，於2020年12月4日由小島唱片發行。專輯由曼德斯、弗蘭克·杜克斯、托馬斯·赫爾 、約翰·萊恩、里基·里德及內特·梅爾切羅製作，與曼德斯以往發行的流行專輯不同，《奇想》是一張以舞台搖滾、強力流行、搖滾及謠曲為主的專輯。

## 發行背景
2020年8月，曼德斯在右臂出現了「Wonder」紋身，據報導是其女友卡蜜拉·卡貝優的筆跡，後來變成了即將發行的錄音室專輯及其主打單曲的標題。9月30日，曼德斯在社交媒體上發起以「WHAT IS #WONDER」為標題預告該項目，數小時後，曼德斯於音樂串流平台上釋出《奇想》的預告片；片段中顯示了兩個日期：2020年10月2日及2020年12月4日 — 估計前者為同名主打歌發佈及專輯預購日期，後者則為專輯發佈日期。
曼德斯在一份聲明中談到《奇想》時說：「感覺真的像是我的一部分被記錄在紙上，並被錄製成歌曲。我試圖像以往一樣真實和誠實。這是一個世界，一個我一直想做的一段旅程，一個夢想和一張專輯。我非常喜歡它。感謝您在我身邊這麼多年了。我非常愛你們。」

## 宣傳
為了宣傳該專輯，由格蘭特·辛格執導的長篇紀錄片《尚恩·曼德斯：一路走來》將於2020年11月23日在Netflix發行，以記載曼德斯過去幾年的生活：包括他的成名、他2019的世界巡迴演出和新專輯的製作。曼德斯在這部電影首次擔任作為執行製作，並在2020年多倫多國際影展上獲得特別提名。
11月13日，曼德斯在社交媒體上顯示了曲目列表。

### 主打單曲
專輯同名主打於2020年10月2日發佈，而〈怪物〉則作為第二主打於2020年11月20日發佈，並聯同加拿大歌手賈斯汀·比伯合作。〈打電話給朋友們〉於專輯發行當天正式發行為第三主打歌。

## 曲目
| 《奇想》收錄曲目 | 《奇想》收錄曲目                                | 《奇想》收錄曲目                                    | 《奇想》收錄曲目                                | 《奇想》收錄曲目 |
| 曲序             | 曲目                                            | 词曲                                                | 製作人                                          | 时长             |
| ---------------- | ----------------------------------------------- | --------------------------------------------------- | ----------------------------------------------- | ---------------- |
| 1.               | Intro（序曲）                                   | 尚恩·曼德斯 亞當·菲尼 斯科特·哈里斯 小托比亞斯·傑索 | 曼德斯 托馬斯·赫爾 哈里斯 [a] 內特·梅爾切羅 [a] | 1:02             |
| 2.               | Wonder（奇想）                                  | 曼德斯 哈里斯 赫爾 梅爾切羅                         | 曼德斯 赫爾 梅爾切羅 哈里斯 [a]                 | 2:52             |
| 3.               | Higher（飛得更高）                              | 曼德斯 哈里斯                                       | 曼德斯 赫爾 梅爾切羅 哈里斯 [a] Sly [a]         | 2:40             |
| 4.               | 24 Hours（24小時）                              | 曼德斯 哈里斯 赫爾 梅爾切羅                         | 曼德斯 赫爾 哈里斯 梅爾切羅 [a]                 | 2:30             |
| 5.               | Teach Me How to Love（教我如何去愛）            | 曼德斯 哈里斯 赫爾 梅爾切羅                         | 曼德斯 赫爾 梅爾切羅 哈里斯 [a]                 | 3:22             |
| 6.               | Call My Friends（打電話給朋友們）               | 曼德斯 哈里斯 約翰·萊恩 赫爾 梅爾切羅               | 曼德斯 赫爾 萊恩 梅爾切羅 [a] 哈里斯 [b]        | 2:51             |
| 7.               | Dream（關於你的夢）                             | 曼德斯 哈里斯 赫爾 梅爾切羅                         | 曼德斯 赫爾 梅爾切羅 哈里斯 [a]                 | 3:34             |
| 8.               | Song for No One（這是一首不為誰而寫的歌）       | 曼德斯 哈里斯 梅爾切羅 菲尼                         | 曼德斯 杜克斯 梅爾切羅 赫爾 [a] 哈里斯 [a]      | 3:11             |
| 9.               | Monster（怪物 ft. 賈斯汀·比伯）                 | 曼德斯 比伯 菲尼 丹尼爾·凱薩爾 Mustafa the Poet     | 杜克斯 馬修·塔瓦雷斯 [a] 凱恩·古尼斯伯 [a]      | 2:58             |
| 10.              | 305                                             | 曼德斯 哈里斯 赫爾 梅爾切羅                         | 赫爾 梅爾切羅 哈里斯 [a]                        | 3:09             |
| 11.              | Always Been You（我喜歡的一直都是你）           | 曼德斯 傑索 哈里斯 祖賓·塔卡                        | 曼德斯 赫爾 梅爾切羅 哈里斯 [a]                 | 2:47             |
| 12.              | Piece of You（每個人都想要得到你）              | 曼德斯 哈里斯 萊恩 羅賓·威斯 里基·里德              | 曼德斯 里德 赫爾 [a] 梅爾切羅 [a] 哈里斯 [a]    | 2:55             |
| 13.              | Look Up at the Stars（仰望星星）                | 曼德斯 哈里斯 赫爾                                  | 曼德斯 赫爾 梅爾切羅 [a] 哈里斯 [a]             | 3:31             |
| 14.              | Can't Imagine（沒有你，我無法想像世界將會怎樣） | 曼德斯                                              | 曼德斯 赫爾 梅爾切羅 [a] 哈里斯 [a]             | 2:29             |
| 总时长：         | 总时长：                                        | 总时长：                                            | 总时长：                                        | 39:51            |

備註
- ^[a]  表示為額外製作人
- ^[b]  表示為助理製作人

## 外部連結
- 《奇想》
- 《奇想》專輯預購